# Rhinanthus gracilis
Rhinanthus gracilis är en snyltrotsväxtart som beskrevs av Philipp Johann Ferdinand Schur. Rhinanthus gracilis ingår i släktet skallror, och familjen snyltrotsväxter. Inga underarter finns listade i Catalogue of Life.